# Rekruci (serial dokumentalny)
Rekruci– polski serial dokumentalny, emitowany na Canal+ 4K Ultra HD. Seria śledzi losy czterech studentów pierwszego roku z Akademii Wojskowych w Polsce. Cykl został zrealizowany przez dom produkcyjny Tv Working Studio. Producentem serii jest Jakub Sebastian Bałdyga.

## Opis serii
W Polsce są cztery uczelnie wojskowe kształcące oficerów dla wszystkich rodzajów sił zbrojnych – Wojskowa Akademia Techniczna w Warszawie, Akademia Wojsk Lądowych we Wrocławiu, Lotnicza Akademia Wojskowa w Dęblinie oraz Akademia Marynarki Wojennej w Gdyni. Co roku około 5000 kandydatów ubiega się o miejsce w jednej z nich. W wojsku panują surowe zasady. Program śledzi losy podchorążych od pierwszego dnia rekrutacji. Podąża za nimi na poligony wojskowe, nocne ćwiczenia w rejonach taktycznych i do domów rodzinnych podczas przepustek. Seria pokazuje jak wygląda codzienne życie i jak bardzo służba w wojsku różni się od życia w cywilu.

## Opisy odcinków

### Odcinek 1. Koniec z cywilem[6]
Rozpoczyna się rekrutacja na pierwszy rok studiów na czterech polskich uczelniach wojskowych. Kandydatów czekają rozmowy kwalifikacyjne i testy – sprawnościowe, wytrzymałościowe i psychologiczne. Sprawdzane są wiedza oraz stan zdrowia przyszłych oficerów. Tych, którym udaje się przejść pierwszy etap, czeka seria kolejnych wyrzeczeń. W wojsku panują ściśle określone zasady, które nie wszystkim przypadną do gustu.

### Odcinek 2. Unitarka[7]
Rekruci zaczynają poznawać życie żołnierza. Otrzymują broń i rozpoczynają serię treningów w terenie. Podstawowe szkolenie wojskowe – „unitarka” –  trwa sześć tygodni i wymaga samozaparcia. Uciążliwe pobudki nad ranem, musztra i surowe zasady dają się we znaki. Rekruci muszą nauczyć się pokory, a ich wytrzymałość wystawiana jest na próbę każdego dnia.

### Odcinek 3. Ja, żołnierz[8]
W wojsku nie ma miejsca na indywidualność. Nie można pokazać strachu, trzeba być pewnym i zdecydowanym. Z każdym kolejnym treningiem rekruci stają się dojrzalsi. Nie traktują szkolenia jako zabawy i uczą się doceniać małe rzeczy, które w cywilu mieli na wyciągnięcie ręki. Poligony, wyjścia w teren, pokonywanie przeszkód z dodatkowym obciążeniem, kopanie okopów w pełnym słońcu – to wszystko przygotowuje ich do roli żołnierza. Tygodnie ciężkich treningów dobiegają końca, zbliża się dzień przysięgi wojskowej.

### Odcinek 4. Krótka przepustka i do przodu![9]
Rekruci w końcu mogą odwiedzić swoje domy i spędzić czas z bliskimi. Nie wszyscy wracają jednak tacy sami. Po podstawowym szkoleniu wojskowym i złożeniu przysięgi ich życie w szkole wojskowej ulega zmianom. Otrzymują nowe zakwaterowanie i rozpoczyna się nauka, egzaminy oraz przygotowywania do przyszłych ról – pilotów, nawigatorów. Symulatory lotów i dezorientacji, szkolenia wysokościowo-ratownicze i spadochronowe to niektóre z elementów przygotowujących rekrutów do służby wojskowej.

### Odcinek 5. Polegamy na sobie[10]
Podczas kiedy pierwszoroczniacy we wszystkich czterech akademiach zdają swoje pierwsze egzaminy z fizyki, nawigacjii innych przedmiotów, trzeci rok Akademii Wojsk Lądowych wybiera się na zimowy wyjazd szkoleniowy. Przy -15 stopniach Celsjusza i metrowej pokrywie śniegu żołnierze muszą samodzielnie przygotować jamy śnieżne, aby móc w nich przetrwać noc. Następnie odbywają treningi strzeleckie na powietrzu. Rekruci z Akademii Marynarki Wojennej uczą się, jak nie zawieść samych siebie. Kondycja fizyczna młodych żołnierzy musi być utrzymywana na wysokim poziomie.

### Odcinek 6. Wojna płci[11]
W Wojsku Polskim służy 6732 żołnierzy-kobiet, co stanowi niemal 7 proc. wszystkich żołnierzy zawodowej służby wojskowej. Poza uzasadnionym obniżeniem progów sprawnościowych, nie ma dla nich taryfy ulgowej. Chyba że – jak sądzą niektórzy – miło uśmiechną się do wykładowcy. Na co dzień raczej spotykają się z seksistowskimi komentarzami, a na swoją reputację muszą pracować dużo więcej niż mężczyźni. Nie wszystkim podoba się wizja kobiety-dowódcy. Niektórzy dostrzegają jednak, że obie płci mogą się wzajemnie dopełniać, współpracować i stworzyć zgrany zespół na polu walki.

### Odcinek 7. Człowiek konta maszyna[12]
Maszyna jest posłuszna żołnierzowi – nie zadaje pytań, nie kwestionuje rozkazów. Dlatego człowiek jest w pełni odpowiedzialny za sterowanie nią i ponosi konsekwencje swoich decyzji. Rekruci w akademiach uczą się panować nad samolotami, manewrować okrętami, operować specjalistycznymi maszynami wyszukującymi miny, a także programować roboty. Dzięki symulatorom przyszli piloci, marynarze czy saperzy mogą uczyć się na błędach, nie ryzykując życiem swoim i innych. Od wszystkich wymagana jest precyzja i zręczność. Żołnierze muszą także opanować techniki dowodzenia i porozumiewania się w sytuacji kryzysowej.

### Odcinek 8. Życie studenckie
Rekruci w akademiach muszą połączyć życie studenckie z wojskowym – jest to wyzwanie, kiedy chcą znaleźć czas na rozwijanie własnych zainteresowań. Nie mogą wychodzić, gdzie i kiedy mają ochotę, po powrocie z przepustek poddawani są kontrolom, a w pokojach muszą utrzymywać porządek. Znajdzie się jednak dla nich chwila wytchnienia, podczas której będą mogli na chwilę zamienić się m.in. w artystów, muzyków, czy piłkarzy.

### Odcinek 9. Egzaminy
Praktyki wojskowe to dla bohaterów szansa na wykorzystanie umiejętności, nad którymi pracowali cały rok. Żołnierze z Akademii Marynarki Wojennej wypływają pierwszy raz w morze. Rekruci z Akademii Wojsk Lądowych ćwiczą na poligonie wojskowym – od rana do wieczora mają zajęcia w terenie, a noce spędzają w lesie. Pilotów czekają trzy tygodnie szkolenia na samolotach lub śmigłowcach, zależne od kierunku.

### Odcinek 10. Nowe początki
Pierwszy rok bohaterów w wojsku dobiega końca. Rekrutów z Dęblina czekają egzaminy, które pozwolą im zdobyć uprawnienia do lotów. Pilotowanie śmigłowca wymaga sporej wiedzy, zarówno teoretycznej, jak i praktycznej. Studenci z Gdyni zmagają się z wyzwaniami na morzu, począwszy od choroby morskiej, przez nocne wachty i wspinanie się na maszt. W Akademii Wojsk Lądowych trwa piknik sapera. Po wykonaniu wszystkich zadań, bohaterowie oficjalnie zostaną mianowani młodszymi saperami.